# Terrarium (film)
Terrarium – polski telewizyjny film fabularny (obyczajowy) z 1979 roku w reżyserii Andrzeja Titkowa. Scenariusz został oparty na słuchowisku radiowym Ireneusza Iredyńskiego z 1971 roku pod tym samym tytułem.

## Opis fabuły
Znana aktorka po rozwodzie spędza samotnie wakacje nad jeziorem. Tu poznaje młodego studenta, z którym zaczyna romansować. Romans przekształca się z czasem - mimo oporu kobiety i próby zerwania - w trwałe uczucie. Niestety, oboje zakochanych dzieli zbyt wiele, co ostatecznie prowadzi do rozpadu związku i definitywnego rozstania. Aktorka przeżywa załamanie nerwowe oraz kryzys psychiczny i dopiero powrót do pracy scenicznej pozwala jej powrócić do równowagi.

## Obsada
- Barbara Wrzesińska - aktorka Maria Zatorska
- Michał Juszczakiewicz - student Michał Grabek
- Tadeusz Czechowski - były mąż Marii
- Dorota Pomykała - Lucyna, była dziewczyna Michała
- Ewa Dałkowska - aktorka, przyjaciółka Marii
- Piotr Fronczewski - Piotruś, aktor spotkany przez Marię w kawiarni
- Jerzy Kamas - aktor, znajomy Marii
- Daniel Olbrychski - aktor Daniel na przyjęciu u Marii
- Mieczysław Voit - aktor na przyjęciu u Marii
- Maciej Prus - reżyser Maciek
- Krystyna Karkowska - garderobiana Marii
- Dorota Kwiatkowska - aktorka na przyjęciu u Marii
- Krystyna Pobóg-Malinowska
- Maciej Karpiński - wykładowca Michała
- Wojciech Magnuski - aktor grający Hamleta
- Andrzej Różycki - psychiatra Adam, przyjaciel Marii
- Zbigniew Buczkowski - mężczyzna grający w "trupa"
- Zdzisław Rychter
- Maciej Zembaty - mężczyzna na przyjęciu u Marii